# Jeroen Kramer

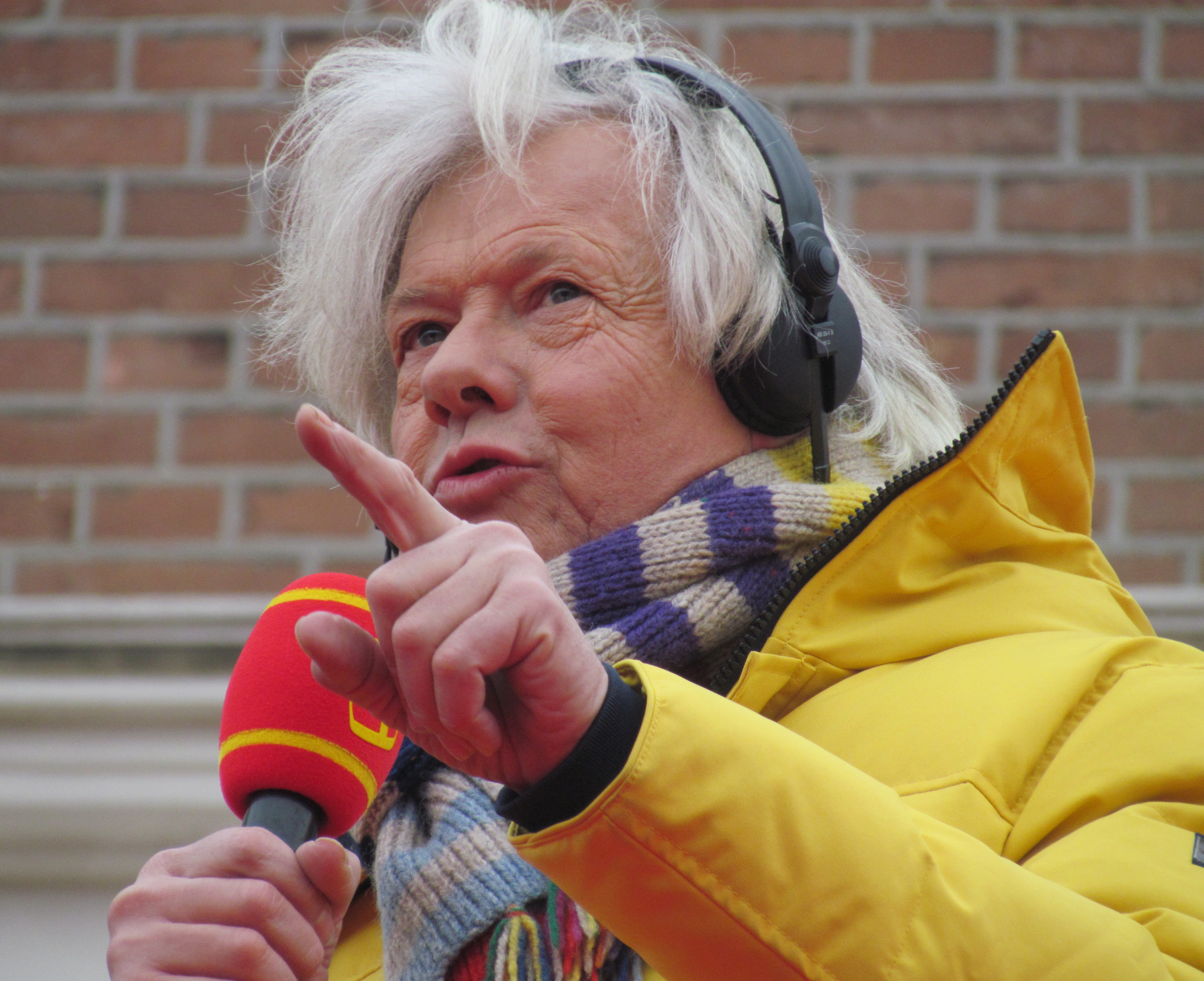
Jeroen Kramer während des Einzugs des Sinterklaas 2019

Jeroen Kramer (* 12. September 1956 in Amsterdam) ist ein niederländischer Moderator, Voiceover-Sprecher und Sänger. In den Niederlanden ist er bekannt für die Jugendsendung Het Klokhuis, die er von 1989 bis 2000 moderiert hat und aus der Kindersendung Sinterklaasjournaal, bei der er seit 2007 als Außenreporter unterwegs ist. Er arbeitet auch als Synchronsprecher.

## Werdegang
Nach eigenem Bekunden hat er ein Studium der Anglistik und Linguistik mit einem Doktorgrad an der Universität Amsterdam abgeschlossen und belegte eine Ausbildung an der Media Academie in Hilversum.
In der Vergangenheit moderierte er für den Bildungssender Teleac (heute zu NTR) die Sendung Bij Ons Thuis, in der er Eltern, Lehrer und Pädagogen mit aktuellen Erziehungsfragen konfrontierte. Für den heute ebenfalls in NTR integrierten Bildungssender RVU moderierte er eine Staffel lang eine Radiosendung zu Erziehungsfragen. Für BVNTV moderierte er die Informationssendung Studio NL und für VARA/NPS/VPRO im Wechsel mit anderen Moderatoren die ähnlich aufgestellte Sendung MiddagEditie. Für TV Noord-Holland präsentierte er die Kulturshow Hoogspanning, wie auch die erste Staffel des TVNH-journaal. Für den lokalen Amsterdamer Fernsehsender AT5 präsentierte Kramer Lijn 5, worin er eine Zeitlang Schauspieler, Musiker und andere Künstler in einer fahrenden Amsterdamer Straßenbahn interviewte. Seit 2007 ist er der Außenreporter in der vorweihnachtlichen Sendung Sinterklaasjournaal zusammen mit der Moderatorin Dieuwertje Blok und präsentiert in dieser Funktion auch den Einzug des Sinterklaas in Amsterdam.
Kramer spielte 2007 in zwei Folgen von Goede tijden, slechte tijden mit, der niederländischen Version von GZSZ, wie auch in einer Statistenrolle in einer weiteren Seifenoper namens Onderweg naar Morgen. Er übernahm Rollen in Produktionen der religiös geprägten Sender EO und NRCV. In der zwischen September 2006 und Dezember 2008 ausgestrahlten 3D-Animationsserie Sprookjesboom sprach er den Esel.
Seit 2013 tritt auch als Sänger eigener Lieder in niederländischer Sprache in Erscheinung. Zusammen mit seiner Kollegin Dieuwertje Blok spielt und singt er seit Herbst 2021 in dem Jugendtheaterstück De Prins van Oranje.